# Hermandad de la Santa Cena (Jaén)
La Hermandad Sacramental de Jesús Salvador en su Santa Cena y María Santísima de la Caridad y Consolación es una cofradía con sede canónica en la Iglesia Parroquial de San Juan Pablo II en la ciudad de Jaén (España). Realiza su salida procesional durante la Semana Santa jiennense, en la tarde del Domingo de Ramos.

## Historia
La Hermandad tiene su origen en la «Cofradía de esclavos del Santísimo Sacramento y Cena del Señor», fundada en 1616 en el extinto Convento de la Santísima Trinidad y que desapareció con el mismo en 1837. Está cofradía tenía el objetivo de «honrar al Santísimo Sacramento que Cristo instituyó para dejarnos su Cuerpo y Preciosa Sangre bajo las especias del pan y vino...». La advocación de Nuestra Señora de la Consolación estuvo ligada a la cofradía por una ermita en su honor que se encontraba en las proximidades del convento.
A mediados del siglo XX surgieron los primeros intentos de fundar una cofradía en torno a este misterio. Fue en 1998 cuando se creó la pro-hermandad en la parroquia de San Eufrasio, con el fin de «honrar y dar culto al Santísimo Sacramento instituido por nuestro Señor Jesucristo para dejarnos su cuerpo y su sangre». Fue erigida como Hermandad el 24 de junio de 2004, trasladándose a su nueva sede la iglesia parroquial de San Félix de Valois. Desde está sede realizó su primera salida procesional el Domingo de Ramos de 2006. El 15 de junio de 2013, Año de la Fe, la cofradía participó en la Fides Sancti Regni con Jesús Salvador en su Santa Cena.

## Iconografía

### Jesús Salvador en su Santa Cena
Obra de Antonio Bernal Redondo en 2000. Representa a Jesús en la Última Cena de pie sujetando el cáliz en la mano izquierda mientras bendice con la derecha.

### María Santísima de la Caridad y Consolación
Obra de Antonio Bernal Redondo en 1999, es una imagen de candelero, realizada en madera policromada, que representa a María con un gesto dulce, todavía sin expresión de dolor y llanto a través de lágrimas, y con la cabeza ligeramente inclinada hacia la derecha.

### Apóstoles
Obra de Antonio Bernal Redondo entre 2000 y 2006. Cada imagen fue apadrinada por una Hermandad de la ciudad de Jaén.
|                                              |
| Misterio de Jesús Salvador en su Santa Cena. |

|                                              |
| María Santísima de la Caridad y Consolación. |

## Pasos
Paso de misterio de Jesús Salvador en su Santa Cena
El paso de misterio representa a Jesús acompañado por los 12 apóstoles. Mientras San Juan se acerca al Maestro, Judas Iscariote, el traidor, se gira para evitar la mirada de Cristo. El canasto y los respiraderos fueron tallados en estilo rocalla y dorados por José Carlos Rubio Valverde. 
Paso de palio de María Santísima de la Caridad y Consolación
El palio es uno de los más acabados de la Semana Santa de Jaén. Es de terciopelo burdeos bordado en oro con crestería plateada. El respiradero presenta tres capillas que ubican las imágenes de la Fe, la Esperanza y la Caridad. Por su parte la Gloria, es una pintura al óleo con alto relieve que alude a la Coronación de la Virgen en presencia de la Santísima Trinidad, tallado por Antonio Bernal Redondo. La orfebrería es obra de los Talleres de Ramón Orovio de la Torre, mientras que los bordados son obra de Javier García y Martín Suárez.

## Sede
Es la Iglesia parroquial de San Juan Pablo II, ubicada en la Residencia Caridad y Consolación, construida por la obra social de la Hermandad.
La pro-hermandad que dio origen a está cofradía se fundó en la parroquia de San Eufrasio en 1998. Posteriormente, en 2004 fue trasladada a la Iglesia Parroquial de San Félix de Valois, desde donde procesionó por primera vez en 2006. En julio de 2017 fue aprobado el decreto que la trasladó a la parroquia de San Juan Pablo II, por lo que desde el Domingo de Ramos de 2018 procesiona desde su actual sede.
|                                        |
| Iglesia de San Eufrasio (1998 - 2004). |

|                                               |
| Iglesia de San Félix de Valois (2004 - 2017). |

|                                                 |
| Iglesia de San Juan Pablo II (2017 - presente). |

## Traje de estatutos
El traje de estatutos está compuesto por una túnica de color marfil, antifaz con el escudo de la Hermandad bordado, capa y cíngulo de terciopelo en color burdeos. El calzado de vestir es negro, además, la medalla de la hermandad va colgada al cuello.

## Patrimonio musical
- Caridad en Tú Santa Cena (Emilio Muñoz Serna, 1999)
- Cáliz de Caridad (Javier Suárez, 2009 - 2010)
- Caridad y Consolación (Jacinto Manuel Rojas Guisado, 2011)
- Sentimiento bajo Tú Santa Cena (Francisco Ortiz Morón, 2012)
- Mater Eucharistiae (Cristóbal López, 2014)
- "A los mayores... Tu caridad" (Francisco Javier López Sanz, 2016)
- La Última Cena (Cristóbal López, 2025)

## Paso por la carrera oficial
| Predecesor: Hermandad de la Borriquilla | Orden de entrada en la carrera oficial (Domingo de Ramos) 2º lugar | Sucesor: Hermandad de la Estrella |